# Image disque
Pour les articles homonymes, voir ISO.
Une image disque est un (voire plusieurs) fichier(s) archive proposant la copie conforme d'un disque optique ou magnétique (tel qu'il serait écrit sur celui-ci).
L'arrivée du CD-ROM et des graveurs de disque optique a permis le stockage et la copie de sauvegarde des données (sons, vidéos, logiciels, jeux, etc.). L'opération de gravure (appelée incorrectement « gravage ») consiste à archiver des fichiers/dossiers, puis à recopier cette structure sur un disque optique ou magnétique.
Dans le cas de la copie d'un disque dur, on parle parfois abusivement de ghost en référence au logiciel éponyme Ghost.

## Intérêt d'une image disque
Une image disque n'est en général manipulée que complète et intègre. L'extraction individuelle de ses données internes n'est en général ni souhaitée, ni utile, même si cela reste souvent possible.

### Réplication
Une image disque sert principalement à dupliquer à l'identique un support (disque optique, disquette ou même disque dur) afin d'en obtenir une copie de sauvegarde fiable. Elle peut également servir à fabriquer des copies, dont la légalité est tributaire du contenu du disque dupliqué : il est par exemple légal en France de ne faire qu'une copie de sauvegarde d'un logiciel privateur, d'un film ou d'un disque musical.
Toutefois, un disque de données personnelles peut être dupliqué à l'infini tant qu'il ne contient pas de données soumises à droit d'auteur.

### Virtualisation
Avec l'arrivée des systèmes virtuels ou émulés, les images disques sont de plus devenues un moyen pratique de simuler un grand nombre de médias : elles permettent notamment de stocker, sur un seul disque dur physique, de nombreuses images disques virtuelles permettant d'accéder à des données qui pourraient ne pas être compatibles avec le système hôte. L'utilisation directe d'une image disque par le système de virtualisation ou d'émulation évite aussi de devoir refabriquer un support physique systématiquement, ce qui pourrait en plus ne plus être possible.
Par exemple, dans le cadre de l'émulation d'un ancien système, il est fort probable que ses supports physiques ne puissent même pas être adaptés sur un matériel moderne. La fabrication d'images permet ainsi de rendre ces données accessibles, et donc pérennes, et de pouvoir totalement émuler/virtualiser d'anciennes générations de machines.
Dans le cadre de la virtualisation, fabriquer une image disque du système d'exploitation et des disques d'installation des principaux logiciels dont on souhaite équiper la machine virtuelle permet de centraliser toutes les ressources nécessaires à la virtualisation sur un seul et unique disque dur physique contenant l'intégralité des éléments nécessaires au système virtuel.

## Description
Pour un disque, le logiciel de création d'image prendra une copie conforme (« photo ») du disque, et le réécrit sous la forme d’un code (qui peut être compressé) contenant tous les fichiers, la liste de ces fichiers, et surtout la façon dont le disque a été créé (métadonnées cachées, subchannels, etc.).
Pour créer ce(s) fichier(s), il existe plusieurs normes de codage, correspondant chacune à une extension particulière (cette liste n'est pas exhaustive) :
- ISO, le format le plus répandu, c’est la norme internationale ISO 9660 ;
- ISZ, fichier .iso compressé ;
- WIM, le format natif de Microsoft depuis le système d'exploitation VISTA ;
- IMG, le format natif de Mac OS ;
- DMG, le nouveau format natif de Mac OS X, il a été créé pour remplacer le format .img, il ne peut pas fonctionner avec un système d'exploitation inférieur à Mac OS 9 ;
- VC4/000, format d'image d'un disque virtuel, créé par H+H Software Virtual CD ;
- VCD, format d'image d'un disque virtuel, créé par H+H Software Virtual CD ;
- MDF/MDS, le format de Media Descriptor, utilisé par Alcohol 120% ;
- MDX, le format créé par DAEMON Tools, ce fichier a été conçu pour remplacer la combinaison mdf/mds de Media Descriptor, ici les deux sont compilés en un seul fichier ;
- CDD, le format de CloneCD ;
- CUE/BIN, le format de Cue sheet ;
- NRG, le format utilisé par Nero Image Editor ;
- BWI/BWT/BWA, le format de BlindWrite 4 ;
- B5I/B5T, le format de BlindWrite 5 ;
- B6I/B6T, le format de BlindWrite 6 ;
- PDI, le format d'Instant CD/DVD ;
- UIF, le format de Magic ISO (en) (qui est une image ISO compressée) ;
- TIB, le format True Image utilisé par ACRONIS ;
- VFD, le format de Virtual Floppy Disk de Microsoft.

Il est possible de convertir un fichier image en un autre (dmg2iso, UltraISO), et notamment une paire de fichiers (par exemple .bin et .cue) en image ISO (BinChunker, bchunk).
Une image disque peut servir directement avec l’ordinateur et un logiciel d’émulation de disque tel que Alcohol 120% ; cette image sert alors à faire ce qu'on appelle un disque virtuel émulé, il se comporte comme un cédérom que l'on vient d’insérer, et donc exécutera son autorun s’il en possède un.
Dans le monde POSIX, on peut monter une image dans un répertoire, où elle devient accessible :
```
mount -o loop image.iso /mnt/répertoire/quelconque
```

Dans le monde Windows, une manière de faire est d'utiliser un programme d'édition d'images ISO (par exemple IsoBuster) ou d'utiliser un monteur d'images. Microsoft fournit gratuitement l'outil    mMicrosoft Virtual CD-ROM Control Panel. Avec Windows 8, il est possible de monter directement l'image sans logiciel tiers.
L'image peut aussi être gravée ; elle reproduit alors un disque conforme à l'original. Pour empêcher ce genre de copies identiques et le piratage informatique induit par celles-ci, des systèmes de protection anticopie ont été développés, rendant difficile la diffusion de médias protégés par des droits d'auteur. D'un autre côté, la fabrication d'images iso est une bonne manière de distribuer en toute légalité des logiciels libres.

## Création d'une image disque
Plusieurs logiciels commerciaux remplissent cette fonction, à savoir Nero ou Alcohol 120%. Il est également possible d'utiliser  des logiciels libres comme k3b (qui peut créer un média bootable), Brasero, graveman, dd ou mkisofs, ou bien encore l'application Utilitaire de disque intégrée aux systèmes Mac OS X (10.0 à 10.11.x).